# Bogdan Filov
Bogdan Filov, född 9 april 1883 i Stara Zagora, död 2 februari 1945 (avrättad), var en mäktig politiker i Bulgarien under andra världskriget. Han utbildades i Tyskland och blev professor i arkeologi i Bulgarien. Som allierad till kung Boris III utsågs han till premiärminister 1940. Under hans regeringstid blev Bulgarien medlem av axelmakterna, även om Boris och Filov försökte hålla Bulgarien utanför Tysklands krigföring så mycket som möjligt. Filov var premiärminister till kort efter Boris död 1943. Han blev sedan medlem av det regentskapsråd som tillsattes eftersom den nye kungen Simeon II var minderårig. Rådet upplöstes när de gick med på vapenstillestånd med Sovjetunionen 1944 och en ny regering bildades som snart blev dominerad av kommunisterna. Filov och de flesta andra före detta medlemmarna av regentskapsrådet avrättades 1945.